# Camouflage (Rod Stewart)
Camouflage è il tredicesimo album di Rod Stewart, pubblicato nel 1984 dalla Warner Bros. Fu anticipato dal singolo Infatuation.

## Tracce
1. Infatuation (Rod Stewart, Duane Hitchings, Rowland Robinson) – 5:13
2. All Right Now (Andy Fraser, Paul Rodgers) – 4:41
3. Some Guys Have All the Luck (Jeff Fortang) – 4:33
4. Can We Still Be Friends (Todd Rundgren) – 3:46
5. Bad for You (Stewart, Kevin Savigar, Jim Cregan) – 5:17
6. Heart Is on the Line (Stewart, Jay Davis) – 4:02
7. Camouflage (Stewart, Savigar, Michael Omartian) – 5:19
8. Trouble (Stewart, Omartian) – 4:42

## Musicisti
- Rod Stewart - voce
- Jim Cregan - chitarra
- Jeff Beck – chitarra
- Robin Le Mesurier – chitarra
- Michael Landau – chitarra
- Jay Davis – basso
- Tony Brock – batteria
- Kevin Savigar – tastiere
- Michael Omartian – percussioni
- Jimmy Zavala – armonica a bocca
- Gary Herbig – sassofono
- Jerry Hey, Chuck Findley, Kim Hutchcroft, Charlie Loper – fiati

## Classifiche

### Classifiche settimanali
| Classifica (1984) | Posizione massima |
| ----------------- | ----------------- |
| Australia         | 34                |
| Austria           | 5                 |
| Canada            | 31                |
| Germania          | 6                 |
| Norvegia          | 16                |
| Paesi Bassi       | 13                |
| Regno Unito       | 8                 |
| Spagna            | 1                 |
| Stati Uniti       | 18                |
| Svezia            | 7                 |
| Svizzera          | 7                 |

### Classifiche di fine anno
| Classifica (1984) | Posizione |
| ----------------- | --------- |
| Germania          | 55        |
| Regno Unito       | 97        |
| Stati Uniti       | 87        |